# Stavangers domkyrka

Stavangers domkyrka (norska: Stavanger domkirke) är den äldsta katedralen i Norge. Kyrkan ligger centralt i Stavanger, vid Breiavannet. Intill kyrkan ligger Stavanger katedralskole. Stavangers domkyrka är huvudsakligen byggd av natursten. Den är katedral för Stavanger stift. Kyrkan började byggas 1123 - 1128.
Predikstolen är utförd 1658 av Anders Smith. Dopfunten i gotisk stil är från 1200-talet.